# Raika Dōmei
Raika Dōmei (ライカ同盟, lit. « alliance Leica ») est un groupe de trois photographes japonais et leurs associés qui travaillent ensemble sur des expositions et des livres depuis 1992.

## Histoire et concept
En 1992, l'artiste et romancier Genpei Akasegawa, l'artiste Yūtokutaishi Akiyama et le photographe Yutaka Takanashi se rencontrent lors du jour d'ouverture d'une exposition de la chanteuse Anri Sugano (アンリ菅野) et réalisent qu'ils ont chacun apporté un appareil photo Leica, respectivement un M3, un M2 et un M4. Ils prennent également conscience qu'ils partagent un intérêt commun pour les appareils mécaniques, tout comme se promener dans les rues ensemble en prenant des clichés. Depuis cette rencontre et jusqu'à aujourd'hui (2012), ils ont parcouru Nagoya, Hakata, Paris, Mie et Tokyo et ont exposé et publié leurs clichés.
Les prochaines photographies sont prévues à Kurashiki dans la préfecture d'Okayama.
Les trois acolytes déclarent espérer que leurs photographies préservent l'individualisme du photographe et qu'elles plairont à tous et pas seulement aux amateurs de Leica et autres appareils méaniques.
Akasegawa a publié un essai sur le groupe, Raika Dōmei.
Le trio n'utilise cependant pas exclusivement des Leica et s'intéresse aussi aux appareils numériques. Chaque cliché du livre Tokyo Kaleidoscope, par exemple, est accompagné de la mention de l'appareil et des lentille utilisées. Les photographies d'Akasegawa sont réalisées avec différents appareils (dont le Contax G (en)), et certaines de Takanashi sont réalisées avec un Hexar RF (en).

## Expositions
Toutes les expositions ci-dessous ont été réalisées par un membre du trio.
- Raika Dōmei happyōkai (ライカ同盟発表会). Bokushin Garō (Tokyo), 1994[5].
- Nagoya o toru　(名古屋を撮る). Art Gallery C-Square, Université Chukyo, (Nagoya), juin-juillet 1996[6].
- Honchō yorigasumi (本朝ヨリガスミ). Konica Plaza (Tokyo), 1996[5].
- Sanjūshi (三重視). Art Gallery C-Square, Université Chukyo (Nagoya),　juin-juillet 1998[6].
- Kyū-Kyōbashi-ku Raika-chō-ten　(旧京橋區ライカ町展?). Inax Gallery 2 (Kyōbashi, Tokyo), janvier 1999[7].
- Pari kaihō (パリ開放). Art Gallery C-Square, Université Chukyo (Nagoya), avril 2000[6].
- Hakata raishū (博多来襲). Mitsubishi Jisho Artium (Fukuoka), février-mars 2001[8].
- Tōkyō kareidosukōpu (東京涸井戸鏡). Art Gallery C-Square, Université Chukyo (Nagoya),　septembre-octobre 2002[9].
- Ra-haikai Tōkyō-hen (ラ・徘徊 東京編). Library gallery, Université d'art de Musashino (Kodaira, Tokyo), juin-juillet 2003[10].
- Ra-haikai etosetora (ラ・徘徊 ヱ都セトラ). Art Gallery C-Square, Université Chukyo (Nagoya), octobre-novembre 2004[11].
- Endoresu Nagoya (エンドレス名古屋). Art Gallery C-Square, Université Chukyo (Nagoya),　septembre-octobre 2006[12].
- Hakata yamamori (博多山盛り). Gallery-58 (Ginza, Tokyo), mars 2007[2].

## Essais d'Akasegawa
- Katsuhiko Otsuji (尾辻克彦), alias Genpei Akasegawa). Raika Dōmei (ライカ同盟). Tokyo: Kōdansha, 1994.  (ISBN 4-06-207215-7).  Shōsetsu (histoires) sur le Dōmei.
- Genpei Akasegawa. Raika Dōmei (ライカ同盟). Chikuma Bunko. Tokyo: Chikuma Shobō, 1999.  (ISBN 4-480-03481-1).Bunko.

## Ouvrages sur le Dōmei
Tous les ouvrages ci-dessous ont été réalisés par un membre du trio.
- (ja) Raika Dōmei: Nagoya shageki! （ライカ同盟　Nagoya 大写撃!). Nagoya: Fūbaisha, 1996.  (ISBN 4-8331-3088-2).  Photographies de Nagoya.
- (ja) Raika Dōmei: Pari kaihō (ライカ同盟　パリ開放). Tokyo: Alpha-beta, 2001.  (ISBN 4-87198-473-7).  Photographies de Paris.
- (ja) Tōkyō kareidosukōpu: Raika Dōmei (東京涸井戸鏡 ライカ同盟) / Tokyo Kaleidoscope. Tokyo: Alpha-beta, 2002.  (ISBN 4-87198-530-X).  Photographies de Tokyo.